# Ramón López Carrozas
Ramón López Carrozas OdeM (* 31. August 1937 in Sarria, Spanien; † 28. April 2018 in Teresina, Brasilien) war ein spanischer Ordensgeistlicher und römisch-katholischer Bischof von Bom Jesus do Gurguéia in Brasilien.

## Leben
Ramón López Carrozas trat der Ordensgemeinschaft der Mercedarier bei und empfing am 10. April 1960 die Priesterweihe. Seine philosophischen und theologischen Studien absolvierte er im Kloster von Poyo Pontevedra in Spanien. Ein Studium der Dogmatik absolvierte er 1961 in Salamanca. 1967 kam er als Missionar nach Brasilien und arbeitete von 1967 bis 1972 in Piauí in der Evangelisation und Erziehung. Er war von 1972 bis 1979 Pfarrer in Rio de Janeiro.
Papst Johannes Paul II. ernannte ihn am 26. April 1979 zum Weihbischof in Bom Jesus do Piauí und Titularbischof von Ceramus. Der Papst persönlich spendete ihm am 27. Mai desselben Jahres die Bischofsweihe; Mitkonsekratoren waren Duraisamy Simon Lourdusamy, Sekretär der Kongregation für die Evangelisierung der Völker, und Eduardo Martínez Somalo, Substitut des Staatssekretariates.
Am 1. März 1989 wurde er durch Johannes Paul II. zum Bischof von Bom Jesus do Gurguéia ernannt. Papst Franziskus nahm am 15. Januar 2014 seinen altersbedingten Rücktritt an.